# Stanislovas Dagilis
Stanislovas Dagilis (ur. 17 marca 1843 w Mažutiškiai koło Birżów, zm. 19 grudnia 1915 w Birżach) – litewski poeta i tłumacz, działacz społeczności kalwińskiej na Litwie. 

## Życiorys
Urodził się na Żmudzi w rodzinie protestanckiej. Był wujem Jonasa Yčasa i Martynasa Yčasa. Uczył się w gimnazjach w Kiejdanach i Słucku. Studiował w Instytucie Historyczno-Filologicznym w Petersburgu, po czym rozpoczął pracę nauczyciela w gimnazjum klasycznym w Sumach (1873). 
Po powrocie na Litwę mieszkał w Birżach. Współpracował z pismami "Aušra", "Draugija", "Pasiuntinys" oraz kalwińskim "Kalendarzem Birżańskim". W 1910 przygotowywał do druku śpiewnik ewangelicko-reformowany. 
Przetłumaczył na język litewski "Konrada Wallenroda" i "Trzech budrysów" Adama Mickiewicza, "Litwę" Władysława Syrokomli, "Angelę" i "Trzy palmy (przypowieść wschodnią)" Michaiła Lermontowa, "Eugeniusza Oniegina" i "Poetę" Puszkina. 
W 1923 wystawiono mu w Birżach pomnik dłuta N. Gronskienė.